# Elis Sandin
Elis Sandin, född 31 oktober 1901 i Boteå socken, Ångermanland, död 15 juli 1987 i Ullånger, var en svensk längdåkare som tävlade under 1920-talet. Sandin deltog i OS 1924 och slutade på åttonde plats på 18 kilometer i längdåkning.